# Delias
Delias là một chi bướm ngày. Chi này gồm khoảng 250 loài, được tìm thấy ở Nam Á và Úc. Delias được xem là có nguồn gốc tiến hóa ở Úc.

## Hình ảnh

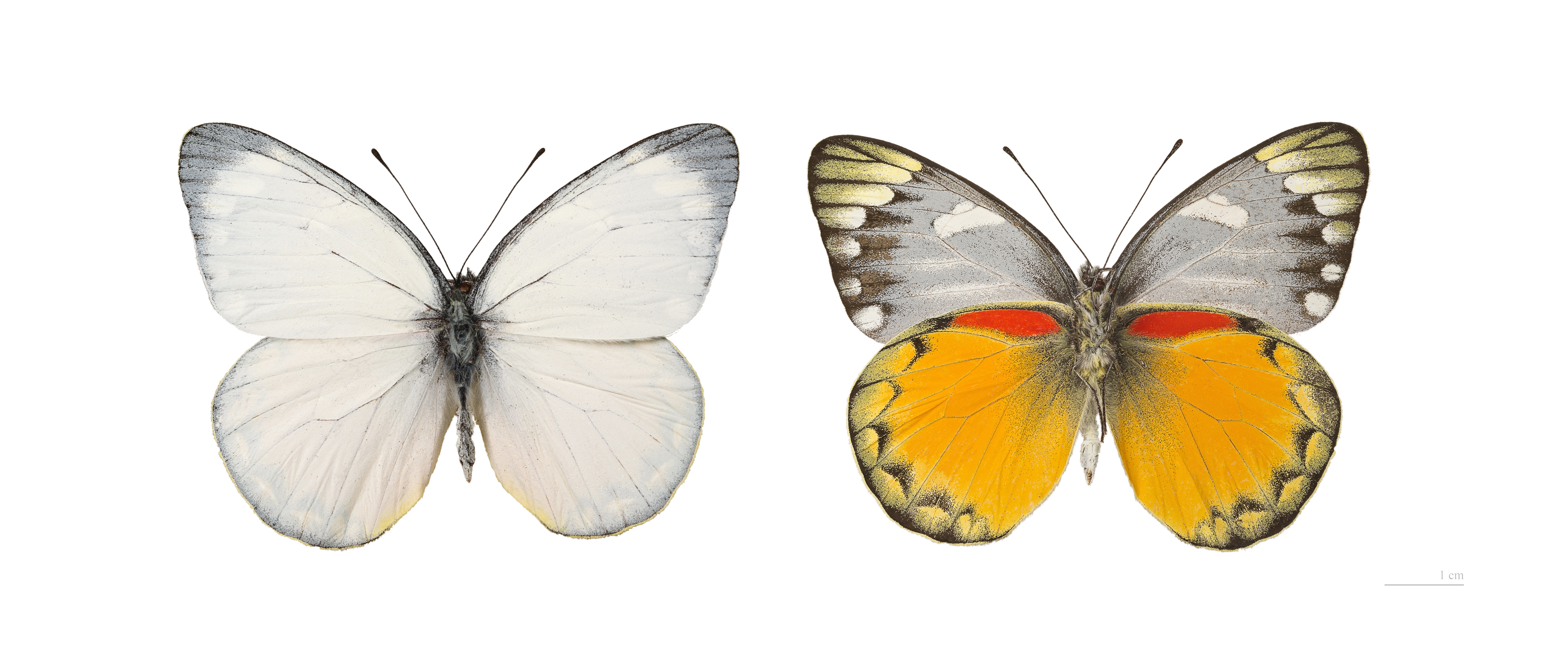
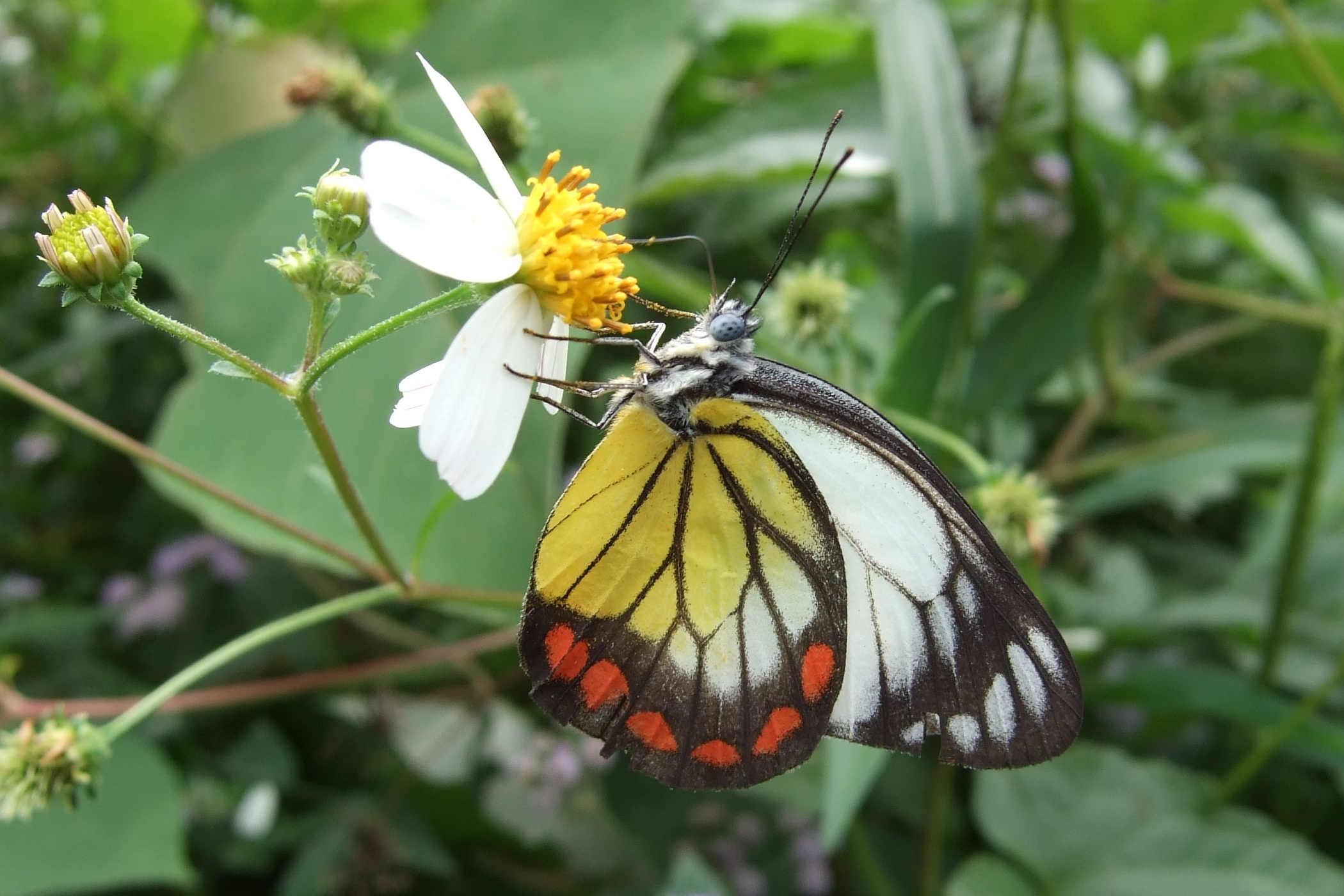
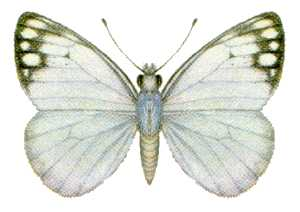
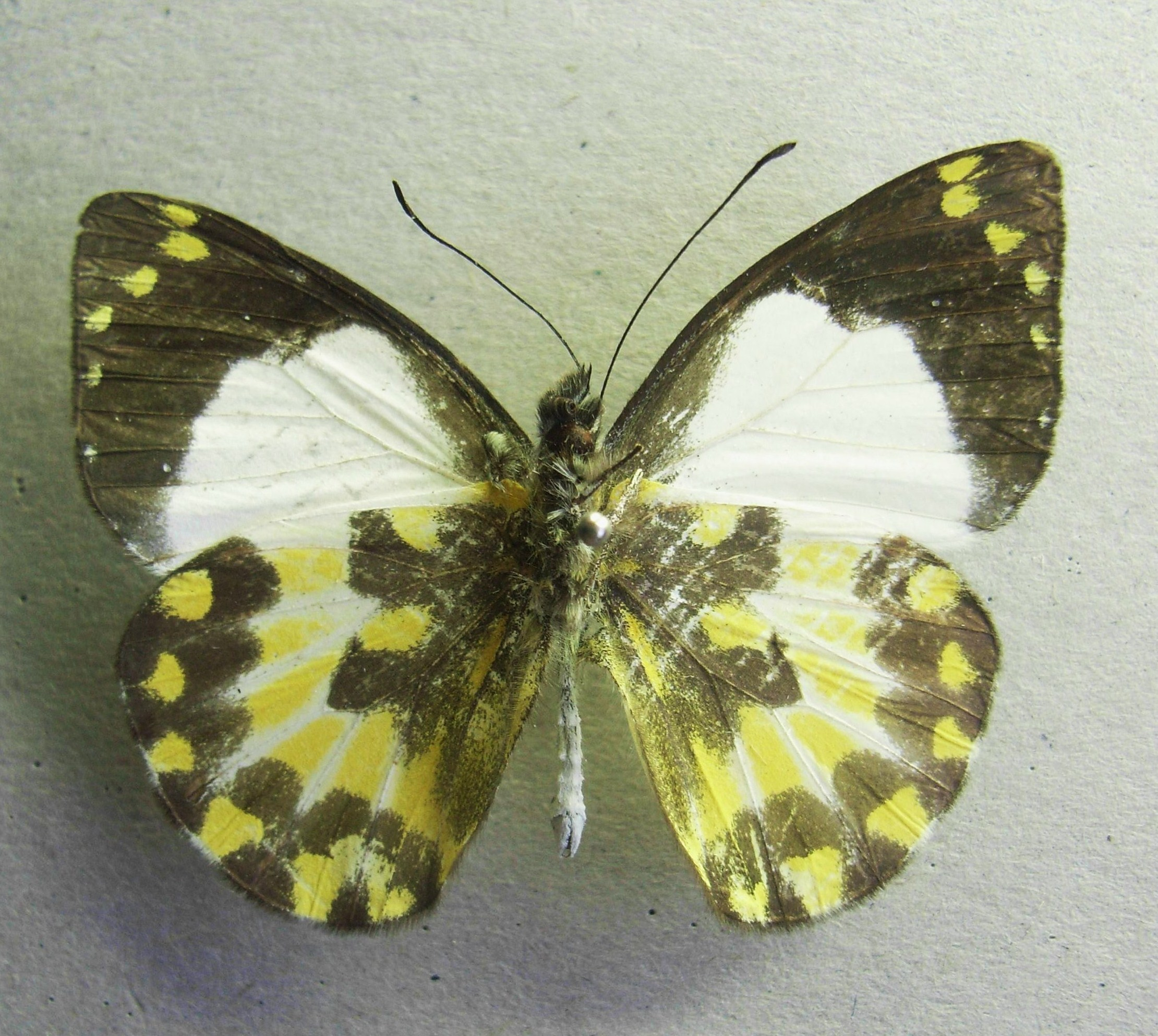
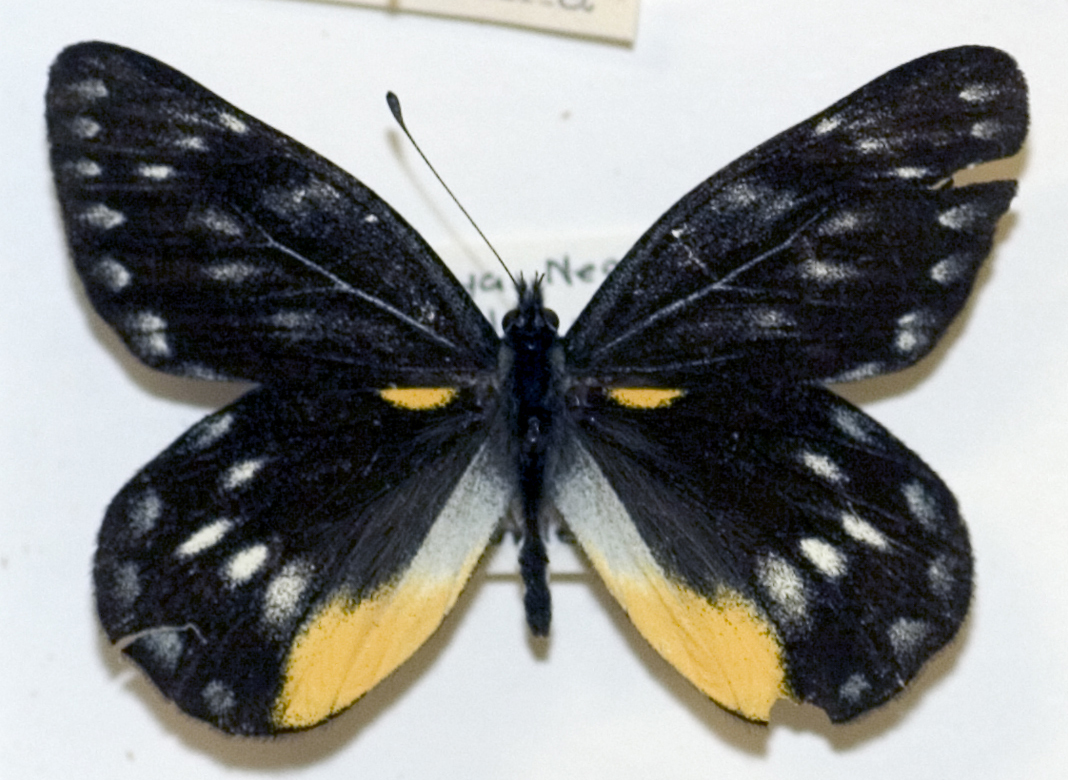
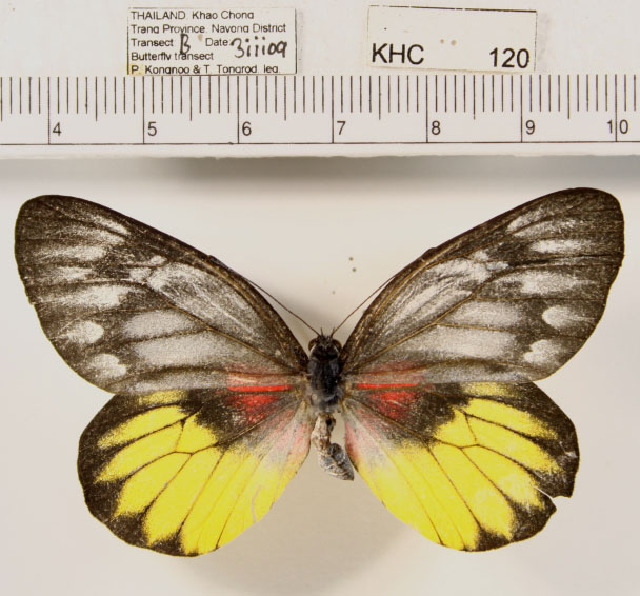
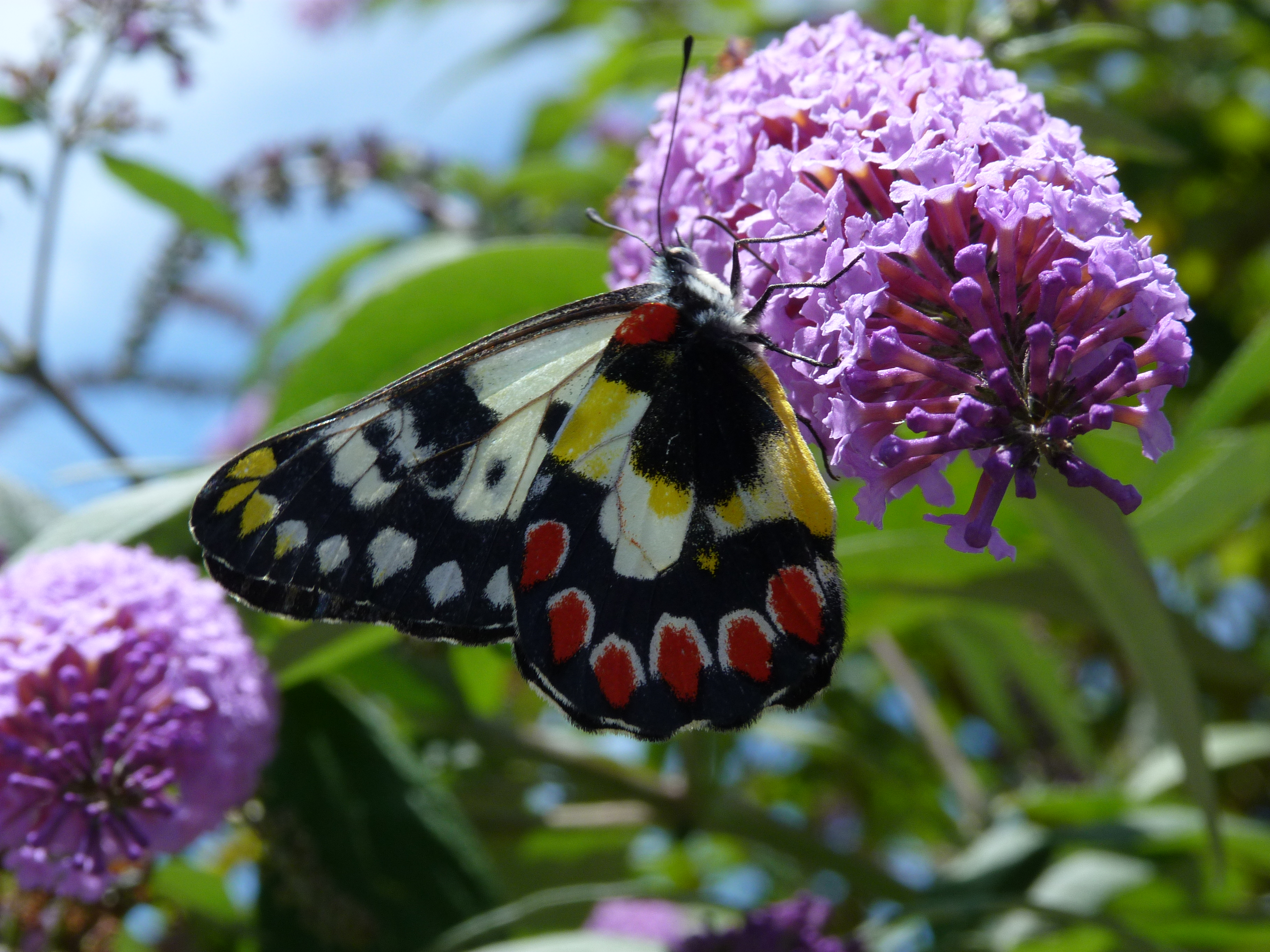
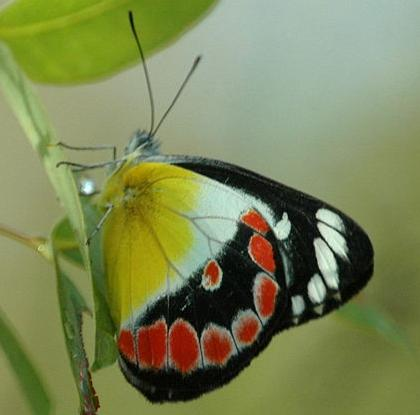